# Teahans Corner
Teahans Corner est un hameau canadien situé à la frontière entre le village d'Alma et la paroisse d'Alma, dans le comté d'Albert, au sud-est du Nouveau-Brunswick. Il était situé à 320 mètres d'altitude, dans les collines calédoniennes. Il est nommé d'après une famille irlandaise établie dans la région. Le nom fait allusion au carrefour de quatre routes, le chemin Shepody, le chemin New Ireland, le chemin Collier Mountain et le chemin 45. Il n'y a pas de résidences à l'intersection mais à un kilomètre au nord, sur la butte Doyle. Le hameau est partiellement compris dans le territoire du parc national de Fundy.